# Microsoft Edge
Microsoft Edge (razvijan pod kodnim nazivom Project Spartan) Microsoftov je internetski preglednik izdan 29. srpnja 2015., zajedno s Windowsom 10. Zamijenio je Internet Explorer kao zadani internetski preglednik Windowsa 10, iako je zadržan i Internet Explorer 11 zbog kompatibilnosti. Edge je zadani preglednik operacijskog sustava Windows 10 Mobile, a dostupan je i na operacijskim sustavima Android i iOS.
Stari Edge koristio je pogon EdgeHTML, prema kojem je i dobio naziv. Za razliku od Internet Explorera, Edge ne podržava ActiveX kontrole, ali donosi podršku za razne ekstenzije i integraciju s drugim Microsoftovim proizvodima kao što su Cortana i OneDrive.
Stari Edge kasnije je zamijenjen verzijom temeljenom na Chromiumu.

## Razvoj
U prosincu 2014. godine, Mary Joe Foley, novinarka ZDNeta, izvijestila je da Microsoft razvija novi internetski preglednik za Windows 10, kodnog naziva "Spartan". Tvrdila je kako će "Spartan" biti novi proizvod neovisan o Internet Exploreru, a Internet Explorer 11 će biti zadržan zbog kompatibilnosti.
U siječnju 2015. godine, The Verge je došao do informacija o "Spartanu" iz izvora bliskih Microsoftu, uključujući izvješća da će "Spartan" zamijeniti Internet Explorer u obje inačice operacijskog sustava - Windows 10 i Windows 10 Mobile. Microsoft je službeno najavio "Spartan" 21. siječnja 2015.
"Spartan" prvi put je postao javno dostupan 30. ožujka 2015., izlaskom međuinačice Technical Preview 10049 operacijskog sustava Windows 10. Novi pogon korišten u "Spartanu" u ranijim međuinačicama Windowsa 10 bio je dio Internet Explorera 11. Nakon izdavanja "Spartana", Microsoft je najavio kako Internet Explorer neće koristiti "Spartanov" pogon.
Na Microsoftovoj konferenciji Build 29. travnja 2015. najavljeno je kako će službeni naziv "Spartana" biti Microsoft Edge. Logo preglednika namjerno je sličan logu Internet Explorera kako bi korisnici zaključili da je Edge internetski preglednik.

## Mogućnosti
Microsoft Edge zadani je preglednik Windowsa 10 i Windowsa 10 Mobile, zamjenjujući Internet Explorer 11 i Internet Explorer Mobile. Edge koristi novi pogon nazvan EdgeHTML, koji je proizašao iz Tridenta - pogona preglednika Internet Explorer. EdgeHTML će se zadano koristiti kroz Windows 10.
Edge ne podržava neke tehnologije, kao što su ActiveX i Browser Helper Object, koje je podržavao Internet Explorer. Umjesto tih tehnologija će koristiti novi sustav ekstenzija. Internet Explorer 11 će ostati dostupan zbog kompatibilnosti. 
U Edge su integrirani neki Microsoftovi proizvodi i usluge kao što su Cortana, za glasovno upravljanje i pretraživanje, i OneDrive, za spremanje isječaka web-stranica, bilješki i sličnog. OneDrive se koristi i za sinkronizaciju takozvanog Popisa za čitanje koji uklanja nepotrebna oblikovanja web-stranica za lakše čitanje.

## Vanjske poveznice
- Službena web-stranica
- Trgovina proširenja za Microsoft Edge